# أوعية كبيرة

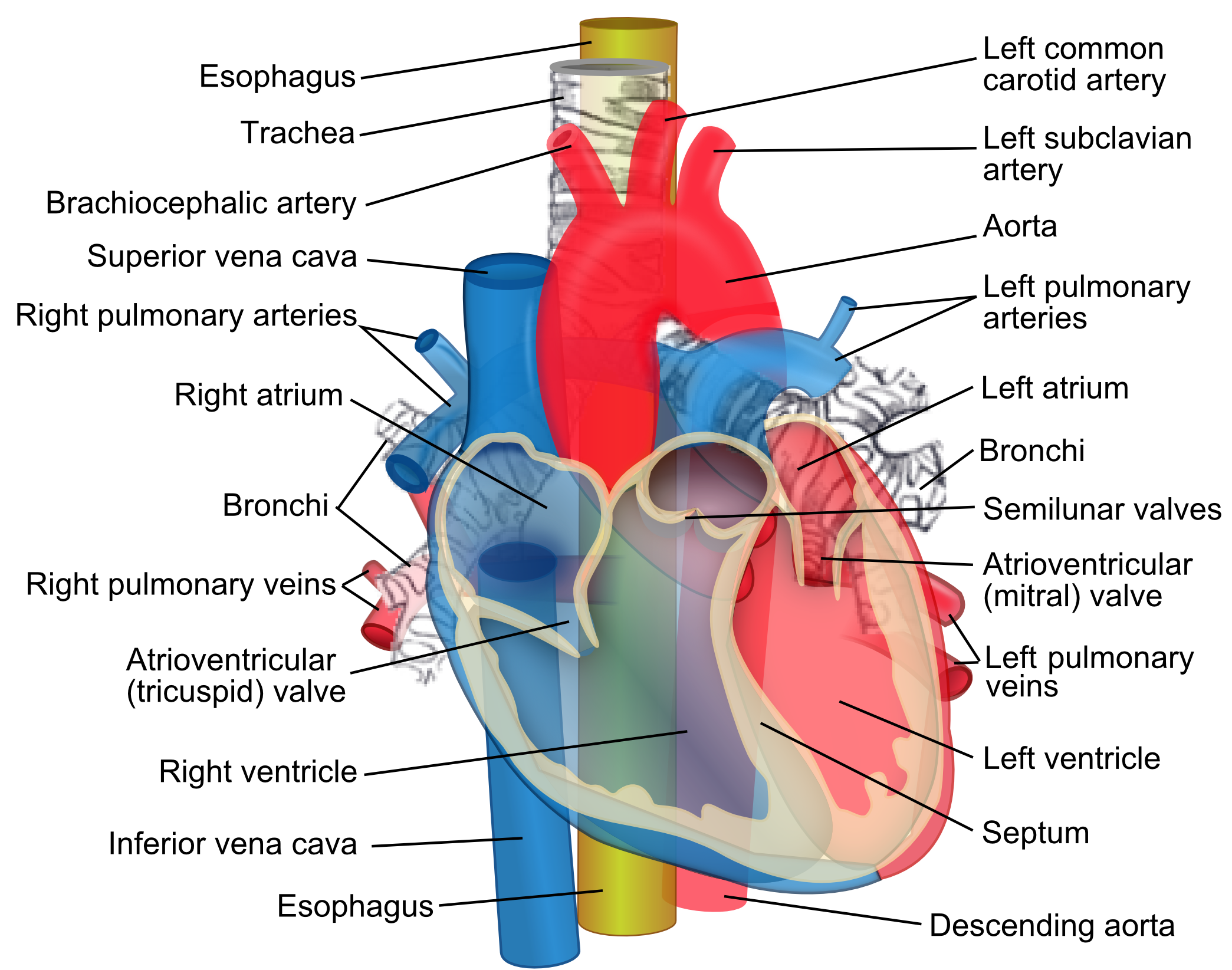

الأوعية الدموية الكبرى (بالإنجليزية: Great vessels)‏ هو مصطلح يستخدم للإشارة بشكل جمعي إلى الأوعية الدموية الكبيرة التي تجلب الدم من وإلى القلب. وهذه الأوعية هي:
1. وريد أجوف علوي (بالإنجليزية: Superior vena cava)‏
2. وريد أجوف سفلي (بالإنجليزية: Inferior vena cava)‏
3. جذع رئوي (بالإنجليزية: Pulmonary arteries)‏
4. وريد رئوي (بالإنجليزية: Pulmonary veins)‏
5. شريان الأبهر (أورطي) (بالإنجليزية: Aorta)‏

تغير وضع الأوعية الدموية الكبيرة (بالإنجليزية: Transposition of the great vessels)‏ هو مجموعة من عيوب القلب الخلقية التي تنطوي على ترتيب مكاني غير طبيعي لأي من الأوعية الدموية الكبرى.